# Rokujōma no Shinryakusha!?
Rokujōma no Shinryakusha!? (六畳間の侵略者!?  lit. Invasores de la Habitación de 6 Tatami?) es una novela ligera escrita por Takehaya con ilustraciones de Poco. Comenzó a publicarse Hoby Japan Bunko desde el 1° de marzo de 2009, hasta noviembre de 2024 han sido publicados 47 volúmenes. Una adaptación al manga creada por Takehaya con ilustraciones de Tomosane Ariike. Una adaptación al anime es dirigida por Shin Ōnuma y producida por Silver Link, comenzó a emitirse en Japón el 11 de julio de 2014.

## Argumento
Esta comedia tiene como protagonista a Kōtarō Satomi, un muchacho que va a empezar a vivir por su cuenta al empezar el instituto. Por suerte, ha encontrado un minúsculo apartamento (6 alfombras tatami) en el Complejo Corona por apenas ¥5 000 yenes al mes. Sin embargo, cuando Kōtarō se muda a la habitación empiezan a aparecer una serie de inesperados “compañeros de piso”. Así, la estrafalaria nueva vida del muchacho dará comienzo en ese “campo de batalla de 6 tatamis”.

## Personajes
Kōtarō Satomi (里見 孝太郎 Satomi Kōtarō?)
Seiyū: Yūichi Nakamura
Es el protagonista principal masculino. Es un estudiante de escuela preparatoria, se hospeda en la habitación 106 del Complejo Corona por apenas ¥5 000 yenes al mes. Es el mejor amigo de Kenji Matsudaira, cuenta con un trabajo de medio tiempo en excavaciones. También es un miembro del Club de la Sociedad de Tejido. Kotaro tiene una personalidad amistosa, alegre y es muy competitivo. Está enamorado de Harumi.
Sanae Higashihongan (東本願 早苗 Higashihongan Sanae?)
Seiyū: Eri Suzuki
Ella es un fantasma que vive en la habitación 106 del Complejo Corona, al principio tiene la intención de expulsar a Kotaro, pero conforme avanza la historia crea una alianza con él para derrotar a las demás. Es capaz de manipular cualquier objeto y lanzarlos como un ataque, pero esto se neutraliza cuando hay algún objeto sagrado cerca. Más tarde asiste a la misma academia que Kotaro con la intención de eliminar su vida pacífica en la misma.
Yurika Nijino (虹野 ゆりか Nijino Yurika?)
Seiyū: Hikari Omori
Ella es una chica mágica que llega a la habitación 106 con la intención de proteger los grandes niveles de magia que se encuentran ahí. Por lo general nadie le termina creyendo que es una chica mágica, por lo que la consideran una chica otaku gustosa de cosplay. Más tarde ella se une al Club de la Sociedad de Cosplay debido a que Kotaro le envió una carta diciéndole que le creía, por lo que ella fue al lugar de encuentro, pero terminó siendo una emboscada por parte del club.
Kiriha Kurano (クラノ＝キリハ Kurano Kiriha?)
Seiyū: Masumi Tazawa
Es una chica descendiente de la gente de la tierra, que vino a la habitación 106 con la intención de restaurar el santuario de sus antepasados. Es la dueña de los 2 muñecos hanawi Korama y Karama. Tiene grandes habilidades atléticas como académicas y un cuerpo desarrollado. Es una miembro del Club de Atletismo.
Theiamillis Gre Fortorthe (ティアミリス・グレ・フォルトーゼ Tiamirisu Gure Forutōze?)
Seiyū: Maria Naganawa
Abreviada normalmente como Thei o por su apodo Tulipán. Es la segunda princesa de Imperio Galáctico Fortorthe, que vino a la Tierra con la intención de hacer a los habitantes de la habitación 106 sus sirvientes. Es una joven de pecho plano, cabello rubio y tez pálida, con una personalidad tsundere. Contiene una armadura llamada Caballero azul. Es miembro y la actual líder del Club de Animadores. 
Ruthkhania Nye Pardomshiha (ルースカニア・ナイ・パルドムシーハ Rūsukania Nai Parudomushīha?)
Seiyū: Saori Hayami
Es la guardaespaldas de Theiamillia, fue enviada a la Tierra con la intención de observar a Theiamillia en la elaboración de llevar a cabo su plan. Tiene una personalidad un tanto seria, alegre y solidaria, ella es una joven de cabello azul y tez pálida.
Harumi Sakuraba (桜庭 晴海 Sakuraba Harumi?)
Seiyū: Megumi Takamoto
Es la presidenta del Club de la Sociedad de Tejido, ella por lo general va al hospital debido a su mala salud. Ella es una joven de cabello oscuro, tez pálida y tiene una personalidad amistosa, alegre y siempre trata de ayudar a los demás Está enamorada de Kōtaro.
Kenji Matsudaira (松平 賢次 Matsudaira Kenji?)
Seiyū: Tatsuhisa Suzuki
Es el mejor amigo de Kotaro y un estudiante de escuela preparatoria en la misma academia que Kotaro, es un chico popular de cabello castaño claro, utiliza gafas. Trabaja junto a Kotaro a tiempo parcial en excavaciones. Es un miembro del Club de Teatro.
Shizuka Kasagi (笠置 静香 Kasagi Shizuka?)
Seiyū: Aya Suzaki
Es una amiga de Kotaro y Kenji, es una estudiante de escuela preparatoria que asiste a la misma academia que Kotaro, además de ser la casera del Complejo Korona. Ella hizo que todos los huéspedes de la habitación 106 firmarán un contrato en cual se prohibía cualquier tipo de violencia. Es una persona a la cual no le gusta la violencia, es alegre, pacífica, tiene el cabello largo de color castaño. Ella es tiene grandes dotes para el Karate.
Karama (?)
Seiyū: Ayana Taketatsu
Es uno de los muñecos haniwa, que junto a su hermano Korama sirven a Kiriha Kurano.
Korama (?)
Seiyū: Aoi Yūki
Es otro de los muñecos haniwa, que junto a su hermano Karama sirven a Kiriha Kurano.

## Medios de comunicación

### Novela ligera
El primer volumen de la novela ligera fue publicado el 1 de marzo de 2009 por Hobby Japan bajo su imprenta HJ Bunko. Para noviembre de 2024, 47 volúmenes han sido publicados, a la vez que dos gaidens.
| Núm. | Fecha de publicación     | ISBN                                                                               |
| ---- | ------------------------ | ---------------------------------------------------------------------------------- |
| 1    | 1 de marzo de 2009       | ISBN 978-4-89425-833-4                                                             |
| 2    | 1 de julio de 2009       | ISBN 978-4-89425-900-3                                                             |
| 3    | 1 de noviembre de 2009   | ISBN 978-4-89425-956-0                                                             |
| 4    | 1 de marzo de 2010       | ISBN 978-4-7986-0007-9                                                             |
| 5    | 1 de junio de 2010       | ISBN 978-4-7986-0067-3                                                             |
| 6    | 1 de octubre de 2010     | ISBN 978-4-7986-0123-6                                                             |
| 7    | 14 de enero de 2011      | ISBN 978-4-7986-0181-6                                                             |
| 7.5  | 1 de mayo de 2011        | ISBN 978-4-7986-0224-0                                                             |
| 8    | 1 de agosto de 2011      | ISBN 978-4-7986-0263-9                                                             |
| 8.5  | 1 de noviembre de 2011   | ISBN 978-4-7986-0307-0                                                             |
| 9    | 1 de marzo de 2012       | ISBN 978-4-7986-0355-1                                                             |
| 10   | 1 de junio de 2012       | ISBN 978-4-7986-0411-4                                                             |
| 11   | 1 de octubre de 2012     | ISBN 978-4-7986-0474-9                                                             |
| 12   | 1 de febrero de 2013     | ISBN 978-4-7986-0537-1                                                             |
| 13   | 1 de mayo de 2013        | ISBN 978-4-7986-0598-2                                                             |
| 14   | 1 de septiembre de 2013  | ISBN 978-4-7986-0665-1                                                             |
| 15   | 1 de marzo de 2014       | ISBN 978-4-7986-0764-1                                                             |
| 16   | 1 de julio de 2014       | ISBN 978-4-7986-0836-5                                                             |
| 17   | 1 de octubre de 2014     | ISBN 978-4-7986-0893-8 (edición regular) ISBN 978-4-7986-0898-3 (edición especial) |
| 18   | 31 de enero de 2015      | ISBN 978-4-7986-0955-3 (edición regular) ISBN 978-4-7986-0924-9 (edición especial) |
| 19   | 29 de mayo de 2015       | ISBN 978-4-7986-1026-9                                                             |
| 20   | 1 de septiembre de 2015  | ISBN 978-4-7986-1071-9 (edición regular) ISBN 978-4-7986-1059-7 (edición especial) |
| 21   | 1 de enero de 2016       | ISBN 978-4-7986-1151-8 (edición regular) ISBN 978-4-7986-1059-7 (edición especial) |
| 22   | 30 de abril de 2016      | ISBN 978-4-7986-1223-2                                                             |
| 23   | 1 de agosto de 2016      | ISBN 978-4-7986-1268-3                                                             |
| 24   | 1 de noviembre de 2016   | ISBN 978-4-7986-1324-6                                                             |
| 25   | 1 de marzo de 2017       | ISBN 978-4-7986-1394-9                                                             |
| 26   | 30 de junio de 2017      | ISBN 978-4-7986-1477-9                                                             |
| 27   | 31 de octubre de 2017    | ISBN 978-4-7986-1563-9                                                             |
| 28   | 28 de febrero de 2018    | ISBN 978-4-7986-1640-7                                                             |
| 29   | 30 de junio de 2018      | ISBN 978-4-7986-1724-4                                                             |
| 30   | 1 de noviembre de 2018   | ISBN 978-4-7986-1801-2                                                             |
| 31   | 28 de febrero de 2019    | ISBN 978-4-7986-1882-1 (edición regular) ISBN 978-4-7986-1871-5 (edición especial) |
| 32   | 1 de julio de 2019       | ISBN 978-4-7986-1957-6                                                             |
| 33   | 1 de noviembre de 2019   | ISBN 978-4-7986-2042-8 (edición regular) ISBN 978-4-7986-2039-8 (edición especial) |
| 34   | 29 de febrero de 2020    | ISBN 978-4-7986-2140-1                                                             |
| 35   | 1 de julio de 2020       | ISBN 978-4-7986-2246-0                                                             |
| 36   | 31 de octubre de 2020    | ISBN 978-4-7986-2345-0                                                             |
| 37   | 1 de marzo de 2021       | ISBN 978-4-7986-2435-8                                                             |
| 38   | 1 de julio de 2021       | ISBN 978-4-7986-2533-1                                                             |
| 39   | 1 de noviembre de 2021   | ISBN 978-4-7986-2640-6                                                             |
| 40   | 1 de abril de 2022       | ISBN 978-4-7986-2754-0                                                             |
| 41   | 30 de septiembre de 2022 | ISBN 978-4-7986-2967-4                                                             |
| 42   | 1 de marzo de 2023       | ISBN 978-4-7986-3098-4                                                             |
| 43   | 30 de junio de 2023      | ISBN 978-4-7986-3219-3                                                             |
| 44   | 1 de noviembre de 2023   | ISBN 978-4-7986-3337-4                                                             |
| 45   | 1 de marzo de 2024       | ISBN 978-4-7986-3460-9                                                             |
| 46   | 1 de julio de 2024       | ISBN 978-4-7986-3586-6                                                             |
| 47   | 1 de noviembre de 2024   | ISBN 978-4-7986-3671-9                                                             |

### Manga
Una adaptación a manga ha sido serializado entre el 20 de diciembre de 2013 y 16 de febrero de 2017 en la Comic Dangan. El primer volumen fue publicado por Hobby Japan el 26 de julio de 2014, con cinco volúmenes disponibles en la actualidad al 27 de abril de 2017.
| Volumen   | Fecha de publicación     | ISBN                   |
| --------- | ------------------------ | ---------------------- |
| Volumen 1 | 26 de julio de 2014      | ISBN 978-4-7986-0830-3 |
| Volumen 2 | 27 de febrero de 2015    | ISBN 978-4-7986-0962-1 |
| Volumen 3 | 26 de septiembre de 2015 | ISBN 978-4-7986-1078-8 |
| Volumen 4 | 27 de mayo de 2016       | ISBN 978-4-7986-1231-7 |
| Volumen 5 | 27 de abril de 2017      | ISBN 978-4-7986-1441-0 |

### Anime
Una adaptación a anime de 12 episodios por Silver Link y dirigida por Shin Ōnuma se emitió entre el 11 de julio y el 26 de septiembre de 2014. El opening es "Koukan win-win Mujouken" (好感win-win無条件) interpretado por Heart Invader consistiendo de Nichika Ōmori, Eri Suzuki, Masumi Tazawa, y Maria Naganawa, mientras el ending es "Love is Milk Tea" (恋はみるくてぃ) interpretado por petit milady, una unidad compuesta por las Seiyū Aoi Yūki y Ayana Taketatsu.
Un tráiler corto promocional para las novelas ligeras fue publicado en 2010, con animación por Silver Link y dirigido por Shinichi Watanabe.

#### Lista de episodios
| Núm. | Título | Fecha de emisión         |
| ---- | --- | ------------------------ |
| 1    | "La Invasión Comienza!?" "Shinryaku kaishi!?" (侵略開始!?)                                                 | 11 de julio de 2014      |
| 2    | "Más Invasiones!?" "Saranaru shinryaku!?" (さらなる侵略!?)                                                 | 18 de julio de 2014      |
| 3    | "Amigos y Promesas" "Yakusoku to yūjō" (約束と友情)                                                        | 25 de julio de 2014      |
| 4    | "Nadando y Tramas!?" "Inbō no kaisuiyoku!?" (陰謀の海水浴!?)                                               | 1 de agosto de 2014      |
| 5    | "Encantos Preciosos" "Taisetsuna omamori" (大切なお守り)                                                   | 8 de agosto de 2014      |
| 6    | "Festivales Culturales y Escarabajos!?" "Bunkasai to kabutomushi!?" (文化祭とカブトムシ!?)                 | 15 de agosto de 2014     |
| 7    | "Mi Caballero" "Warawa no kishi" (わらわの騎士)                                                            | 22 de agosto de 2014     |
| 8    | "Una Chica Mágica Malvada Aparece!?" "Aku no mahō shōjo tōjō!?" (悪の魔法少女登場!?)                       | 29 de agosto de 2014     |
| 9    | "El Sol y un Arcoíris" "Hidamari to niji" (陽だまりと虹)                                                   | 5 de septiembre de 2014  |
| 10   | "El Imperio de la Tierra VS el Escuadrón del Sol" "Chitei teikoku VS taiyō butai!?" (地底帝国VS太陽部隊!?) | 12 de septiembre de 2014 |
| 11   | "Algún día, Con Ellos" "Itsuka ano hito to" (いつかあの人と)                                               | 19 de septiembre de 2014 |
| 12   | "La Invasión va Bien!?" "Shinryaku junchō!?" (侵略順調!?)                                                  | 26 de septiembre de 2014 |